# Église Sainte-Marie de Saidabad
L'église Sainte-Marie de Saidabad (Սուրբ Աստվածածին Եկեղեցի en arménien) est un édifice religieux chrétien de l'Église apostolique arménienne sis dans la localité de Saidabad (Cassimbazar) dans le district de Murshidabad au Bengale-Occidental (Inde).  

## Histoire
Construite entre 1757 et 1758 par Khoja Petros Arathoun, prospère marchand arménien, l'église Sainte-Marie est dédiée à la mémoire de ses parents et de ses frères. Il était à l'époque le chef de la communauté arménienne de Calcutta et du Bengale. Le coût de sa construction fut de deux lakh et trente-six mille roupies. Le matériau principal en est la brique. Architecturalement l'église allie les styles  arménien (tour-porche) et indien.  
Parmi les personnalités liées à cette église et sa communauté figure Manatsaken Vardon, un marchand arménien fondateur de l'Académie philanthropique arménienne. Ce dernier vivait à Saidabad et après sa mort le 13 octobre 1827, il fut enterré dans cette église.   

La communauté arménienne locale ayant pratiquement disparu l'église fut fermée au culte en 1860. En 2006, elle fut de nouveau consacrée après une rénovation importante initiée en 2005 par la communauté de l'Église arménienne de Calcutta.  

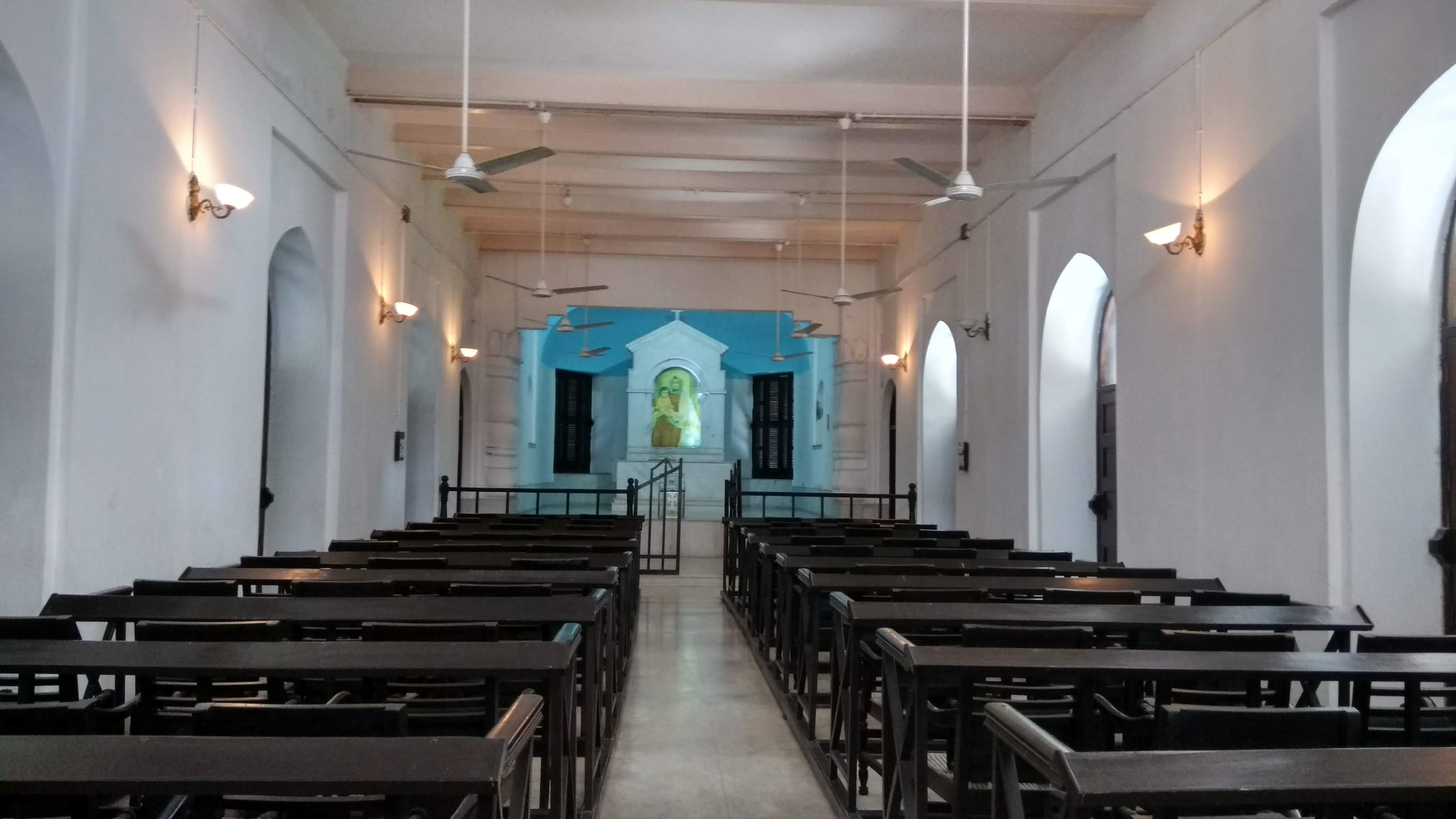
Vue intérieure : la nef.
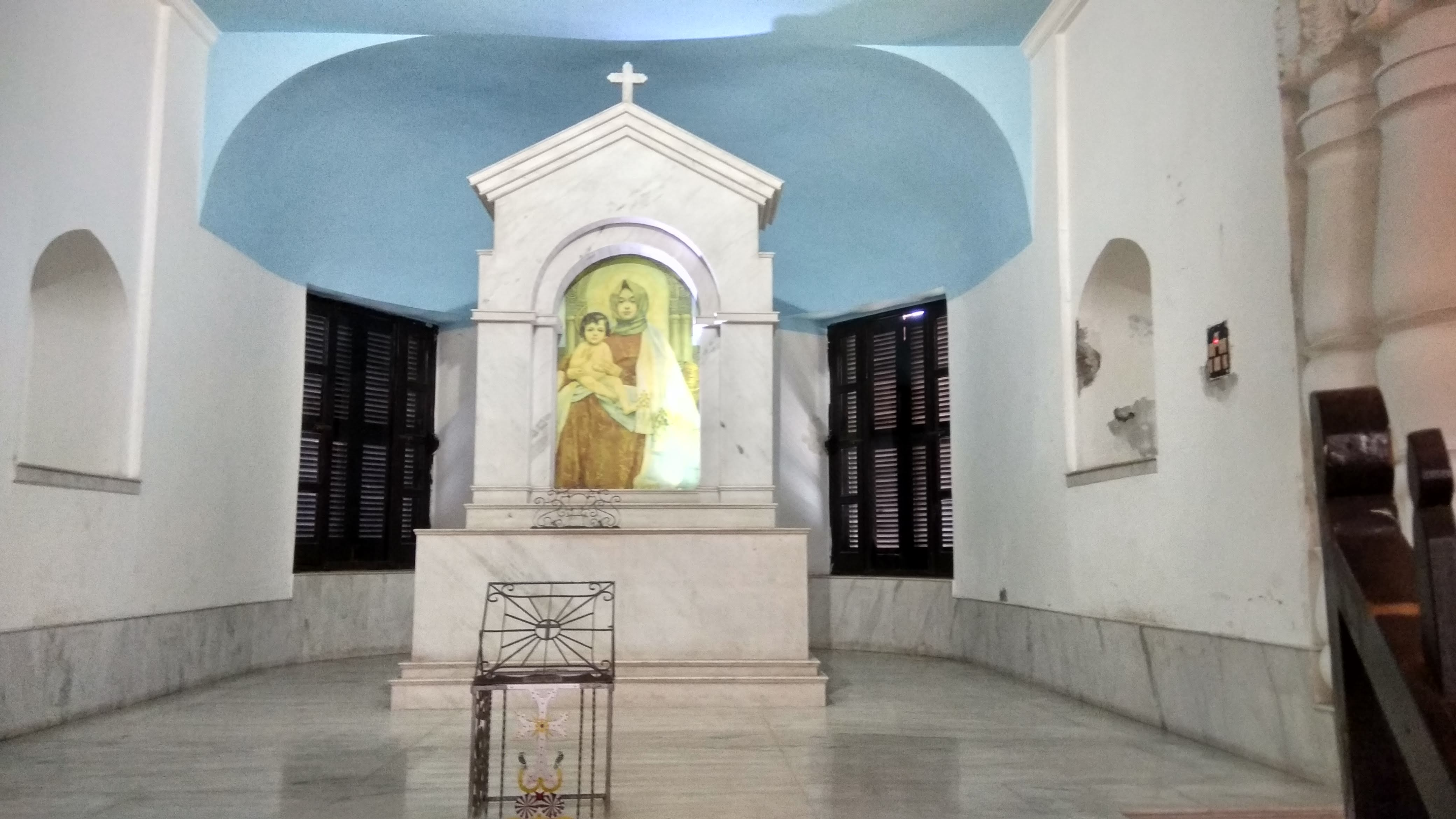
Le chœur.
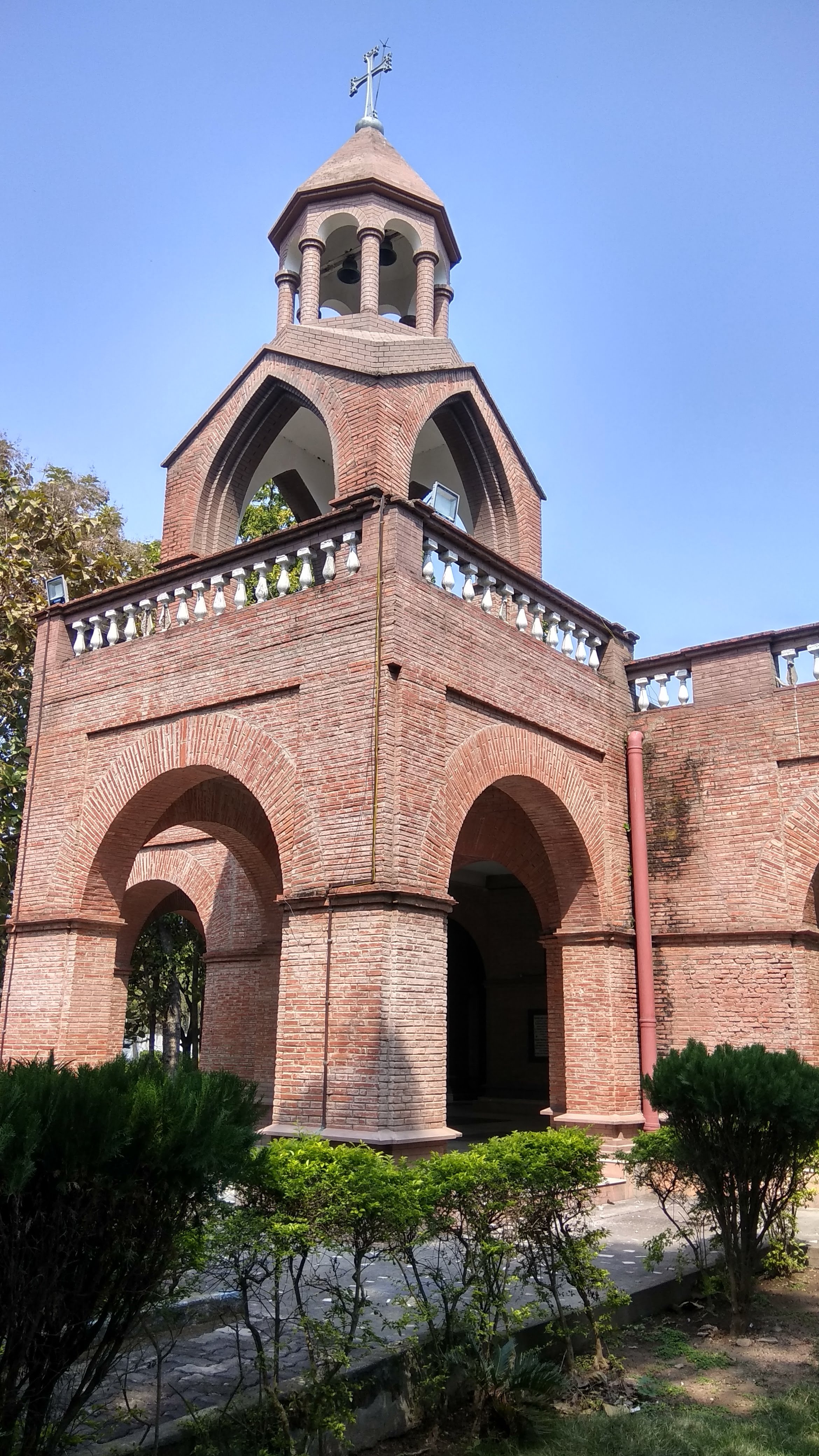
Le porche d'entrée.